# Інгольдінген
Інгольдінген (нім. Ingoldingen) — громада в Німеччині, знаходиться в землі Баден-Вюртемберг. Підпорядковується адміністративному округу Тюбінген. Входить до складу району Біберах.
Площа — 44,24 км2. Населення становить 3022 ос. (станом на 31 грудня 2020).